# Neckera remota
Neckera remota là một loài Rêu trong họ Neckeraceae. Loài này được Bruch & Schimp. ex Müll. Hal. miêu tả khoa học đầu tiên năm 1850.